# Hřešihlavy (zámek)
Hřešihlavy jsou zámek ve stejnojmenné vesnici u Kladrub v okrese Rokycany. Postaven byl ve druhé polovině osmnáctého století a jeho areál je od roku 1964 chráněn jako kulturní památka.

## Historie
Hřešihlavský zámek existuje od druhé poloviny osmnáctého století, ale podle Augusta Sedláčka existují zmínky o tvrzi už ze sedmnáctého století, kdy vesnice patřila rodu Běšinů z Běšin. Posledním z nich byl v Hřešihlavech Jan Tobiáš, který Hřešihlavy roku 1706 prodal. V roce 1734 se majiteli stali Rummerskirchenové a baron Ferdinand Maria Rummerskirchen s manželkou Marií Alžbětou nechali ve druhé polovině osmnáctého století postavit barokní zámek. Další stavební úpravy zámku proběhly zejména během první poloviny devatenáctého století a ve druhé polovině dvacátého století, kdy byl upraven na byty. Zámek také využívalo Národní technické muzeum v Praze jako depozitář.

## Stavební podoba
Zámek je trojkřídlá přízemní budova. Šestiosé vstupní průčelí je konkávně prohnuté a zdobí ho lizény a bosáž v omítce. Do budovy se vstupuje prostým portálem, nad kterým je umístěn erb rodu Rummerskirchenů. Stavba má mansardovou střechu, z níž nad vchodem vybíhá dvouosé první patro vyvrcholené štítem se zvlněným obrysem. Nádvorní průčelí hlavního křídla je zdůrazněné rizalitem, ve kterém bývala kaple. Po stranách zámku vede ohradní zeď parku se dvěma bránami s polokruhově sklenutým vjezdem. Park se nachází jižně od zámku. Severní stranu velkého dvora uzavírají hospodářské budovy. Na okraji parku stojí kostel Všech svatých chráněný jako samostatná kulturní památka.